# Ossidazione parziale
In chimica, si ha un'ossidazione parziale quando una miscela substechiometrica combustibile-aria viene parzialmente bruciata in un reformer e si forma un gas di sintesi ricco di idrogeno, che può ad esempio essere ulteriormente utilizzato nella pila a combustibile. 
Occorre fare una distinzione tra ossidazione parziale termica (TPOX) e ossidazione parziale catalitica (CPOX). Nelle TPOX queste reazioni, che dipendono dalla quantità d'aria, si svolgono a 1.200 °C e oltre. Nelle CPOX, mediante l'impiego di un mezzo catalizzatore, la temperatura necessaria si abbassa intorno a 800 °C – 900 °C. La tecnica da impiegare per il reforming dipende dal contenuto di zolfo del combustibile utilizzato. Se il contenuto di zolfo è al di sotto di 50 ppm, può essere utilizzata la CPOX. Un contenuto di zolfo più elevato avvelenerebbe troppo violentemente il catalizzatore, per cui per questi combustibili si usa il procedimento della TPOX.